# Voilier des airs

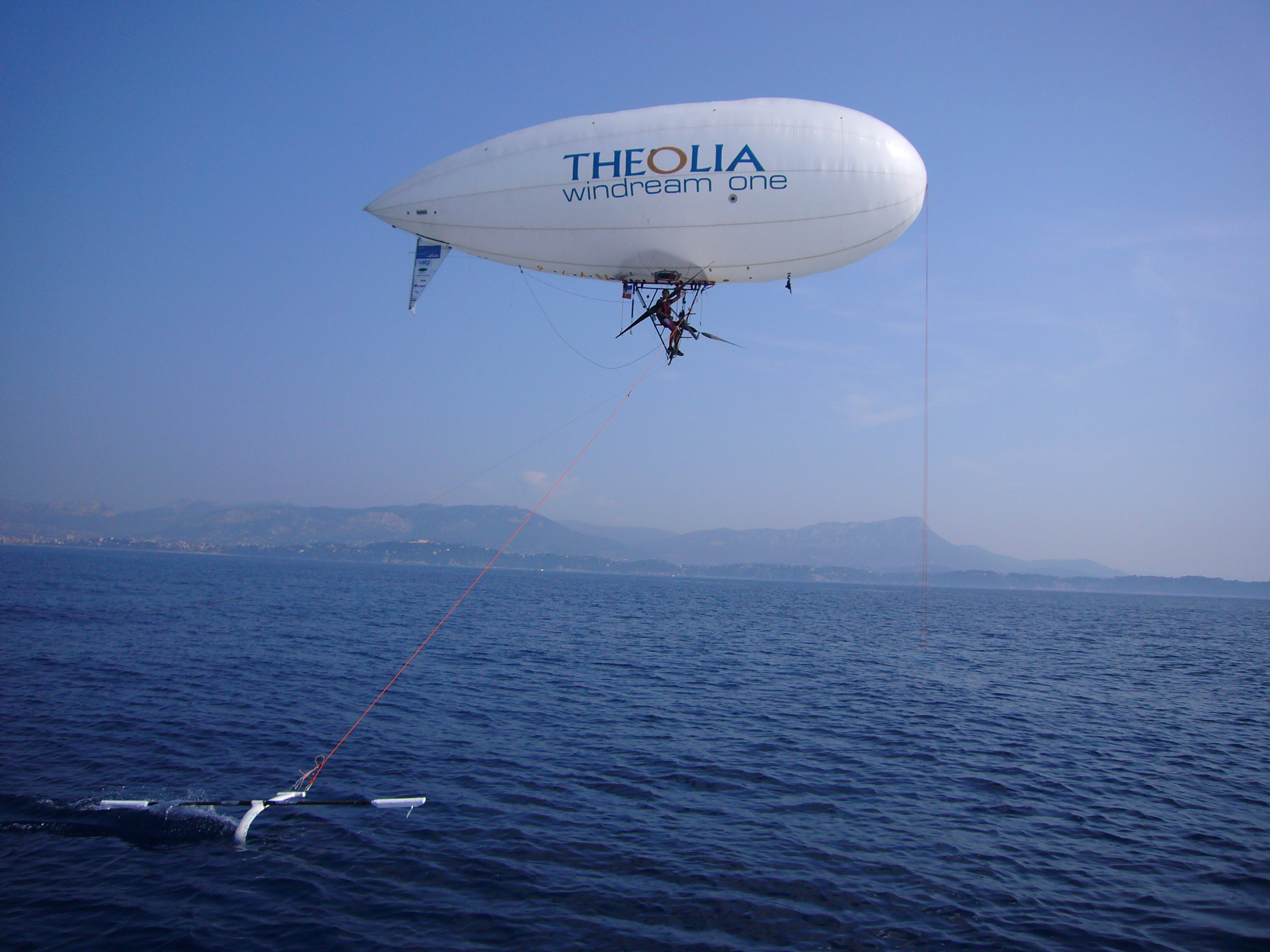
Voilier des airs lAerosail.

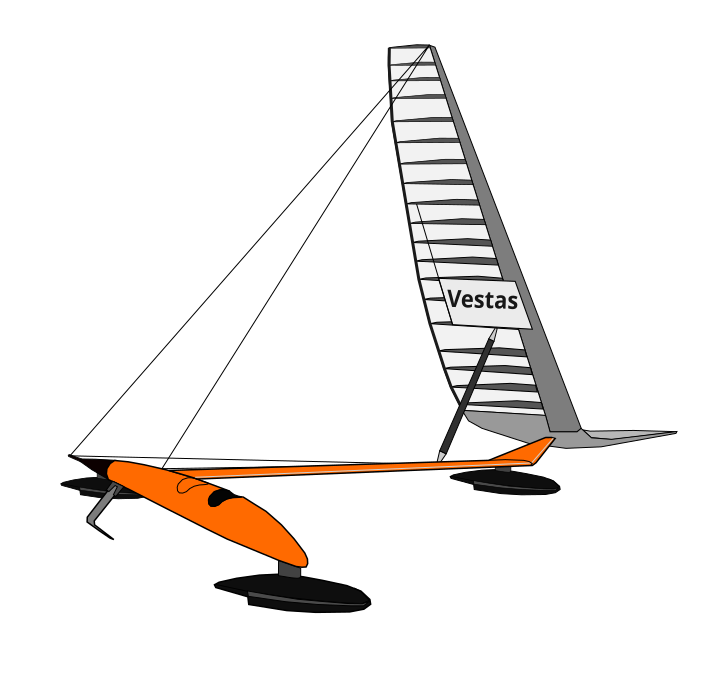
Voilier Vestas Sailrocket 2 à aile rigide portante.

Un voilier des airs ou « voilier sans masse » est un véhicule de navigation nautique composé d'un élément nautique aéroporté et d'un élément éolien. Ce mode de transport utilise la force du vent, l'énergie éolienne, pour se déplacer comme un voilier.

## Description du concept
Il s'agit d'un système de navigation nautique composé d'un élément nautique aéroporté et d'un élément éolien. Ce mode de transport utilise la force du vent, l'énergie éolienne, pour se déplacer comme un voilier.
Le navire, relié à la mer par un hydrofoil, se déplace en même temps qu'il reste captif. L'objectif est de supprimer les traînées hydrodynamiques de la coque dans l’eau, en réduisant presque totalement le volume des parties immergées. La masse est essentiellement sustentée par la partie aérienne, ce qui en fait la différence principale avec les voiliers de type hydroptère dont la masse est sustentée par des foils.
L'ensemble peut-être composé pour la partie aérienne d'un ballon, d'une aile de kite ou tout autre forme aérienne permettant de générer une force aérodynamique et pour la partie maritime d'un hydrofoil. Les deux parties étant reliées par un ou plusieurs câbles ou par une structure rigide.
Le pilote du véhicule pouvant se positionner selon les types de véhicules aussi bien juste au-dessus de la partie immergée, le long du câble ou dans la partie aérienne.
Le nom de ballon-voile est utilisé pour le véhicule composé d'un ballon dirigeable en mode captif mobile maritime à l'aide de son appendice maritime.

## Historique
En 1784, un projet de Carra propose un ballon maritime alors que la même année Yves Guyot présentait aussi un projet aéro-maritime avec un ballon profilé. Un brevet américain sera déposé le 24 décembre 1889 schématisant un principe de vol air/mer.
En 1845, le docteur Collodon teste un cerf-volant relié à un paravane trainant sur le lac de Genève.
Un des pionniers du vol maritime en ballon dirigeable, Alberto Santos-Dumont utilise le 13 février 1902 lors d'un vol au départ de Monaco un guide rope pour ajuster son altitude et effectuer un vol à altitude stabilisée.
En 1939, Charles Paine Burgess, membre de la faculté aéronautique du MIT, décrit un système de paravane relié à un ballon dirigeable.
J.G. Hagedoorn décrit au sein de L'AYRS (Amateur Yacht Research Society) le parafoil, un hydrofoil relié à un aviateur sous un parachute, en 1960.
En 1965, Edmond Bruce propose au sein de l'AYRS l'utilisation d'un foil inversé pour compenser le couple de chavirage.
Didier Costes dépose son 1er brevet de « Chien-de-mer » (appellation 1996) en 1966. C'est la première dérive stabilisée sur trois axes planante en surface de la mer. En 1970, il réalise un essai de démonstration à Weymouth lors de la speedweek avec un record de vitesse non homologué à bord de son Exoplane (naissance du kiteboat),.

A partir de 1984, Theodor Schmidt teste des versions télécommandées à échelle réduite avec de la flottabilité et un ballon d'hélium.

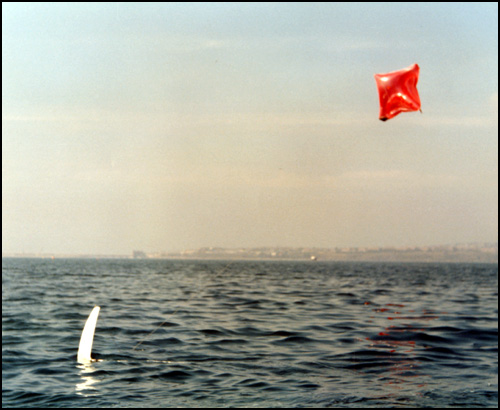
Kytoon de Stewkie Aerodynamics et chien de mer de Didier Costes, testé par Theodor Schmidt.

Le premier vol mobile captif maritime est réalisé en 1992 par Gérard Feldzer et Nicolas Hulot sur la première version du ballon Zeppy 2 au Portugal. En 1993 ils effectuent une longue distance océanique lors d'une tentative de traversée de l'Atlantique. Le Zeppy 2 conçu par Didier Costes et Jean-Marc Geiser sera modifié (augmentation de son volume) et équipé d'un système de propulsion éolienne musculaire et du Chien-de-mer. Le modèle de Chien-de-mer utilisé a comme particularité d'être mono-câble asymétrique, cela nécessitait un équipement par amure. Le système ne pouvait pas remonter au vent.
Luc Armant rédige en 1999 une thèse sur l'aile d'eau, un hydrofoil asymétrique stabilisé en profondeur par un mécanisme utilisant la pression statique. Il réalise une maquette d'essai couplé par un seul câble à un cerf volant pour démontrer le principe de vol. Ni la vitesse, ni la route ne peuvent être choisies. Il nomme cet ensemble un « voilier sans masse ».
De 2007 à 2014, Stéphane Rousson met au point un voilier dirigeable sur lequel il installe avec l'architecte naval Nicolas Desprez une commande de pilotage d'un hydrofoil tenant lieu de dérive, dans le but d'effectuer avec cet appareil la traversée entre Nice et Calvi en Corse.
Le 24 novembre 2012, Vestas Sailrocket 2, un voilier prototype équipé d'une aile rigide inclinée portante et d'un contre-foil anti-envol, obtient en Namibie le record mondial de vitesse à la voile, à 121,1 km/h.

## Intérêt économique
Les essais et les recherches menés sur ces types de véhicules ont pour intérêt, d'une part de démontrer l'utilisation du vent comme moyen de propulsion efficace dans le cadre de la transition écologique, et d'autre part de proposer un véhicule aérien, pour les voiliers des airs à composante aérostatique, permettant la plus longue autonomie de vol maritime.
La première application envisagée a été pour les militaires (parachutistes).
L'utilisation pour l'océanographie a été suggérée par Theodor Schmidt.
Une application concerne les ballons-sondes, sous le nom d'Aeroclipper. Le fait de combiner un ballon profilé et un « guide rope » permet de créer une portance aérodynamique qui aide à rester en vol malgré le vent relatif créé et à naviguer (pour l'instant de manière passive) sur une trajectoire différente de celle qu'aurait un ballon-sonde seulement volant et notamment de se rapprocher du cœur des cyclones.
Le sport aventure fait partie du développement économique des projets, permettant de démontrer les principes établis par les chercheurs.
En France, Gerard Feldzer et Nicolas Hulot ont tenté la traversée de l'Atlantique en 1993.

## Principe de sustentation

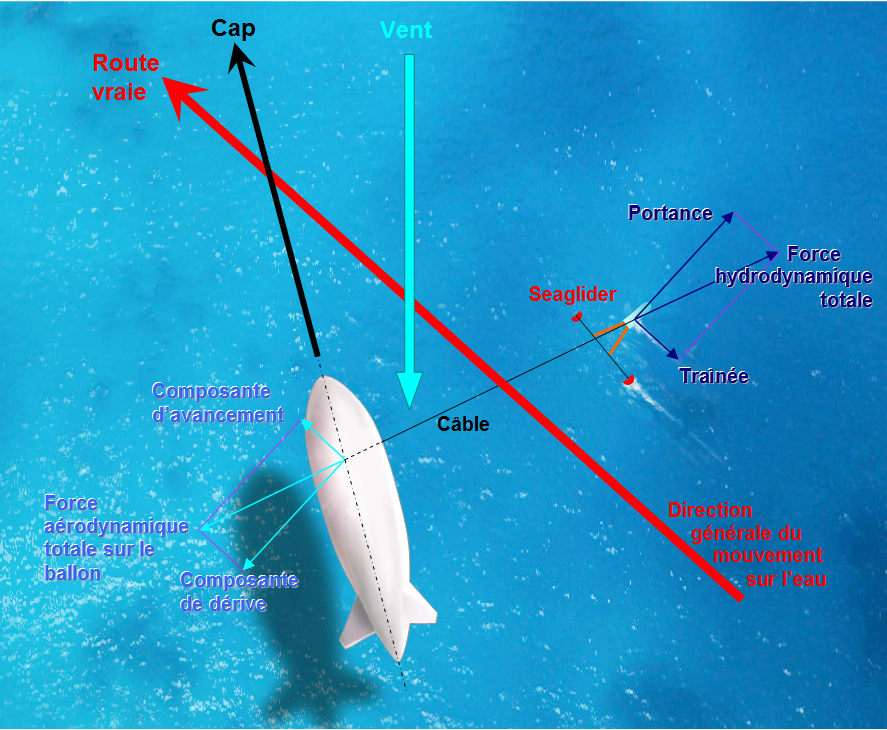
Schéma de principe d'un voilier des airs type ballon.

Les voiliers des airs sont des véhicules utilisant pour principale source d'énergie, l'énergie éolienne. On distingue deux grandes catégories, les véhicules à composante aérostatique et dynamique et les véhicules à composante aérodynamique :
- les véhicules à composante aérostatique combinent la technique du ballon dirigeable pour la sustentation et la propulsion[13]. Les prototypes actuels sont composés d'une enveloppe gonflée à l'hélium reliée à une aile d'eau.

- les véhicules à composante aérodynamique utilisent essentiellement la force d'une aile de kite ou d'une aile rigide pour la sustentation et la propulsion.

## Dispositif hydrodynamique
L'hydrofoil que l'on trouve sous les noms de Chien-de-mer, Hapa, parafoil, paravane, cerf-plongeant ou aile d'eau, est l'élément nautique qui va générer les forces hydrodynamique pour composer l'équilibre du système et le mettre en mouvement.
Cet élément peut être totalement immergé, ou traverser l'interface et n'être que partiellement immergé.
La différence majeure entre un voilier des airs et un voilier de type foiler est la position du foil antidérive actif. Dans le cadre du voilier des airs, le foil est au vent par rapport au navire (c'est un contre-foil qui exerce une action plongeante), alors que sur un voilier traditionnel à foil, c'est le foil sous le vent qui fait antidérive (sa portance compensant ainsi le couple de chavirage).

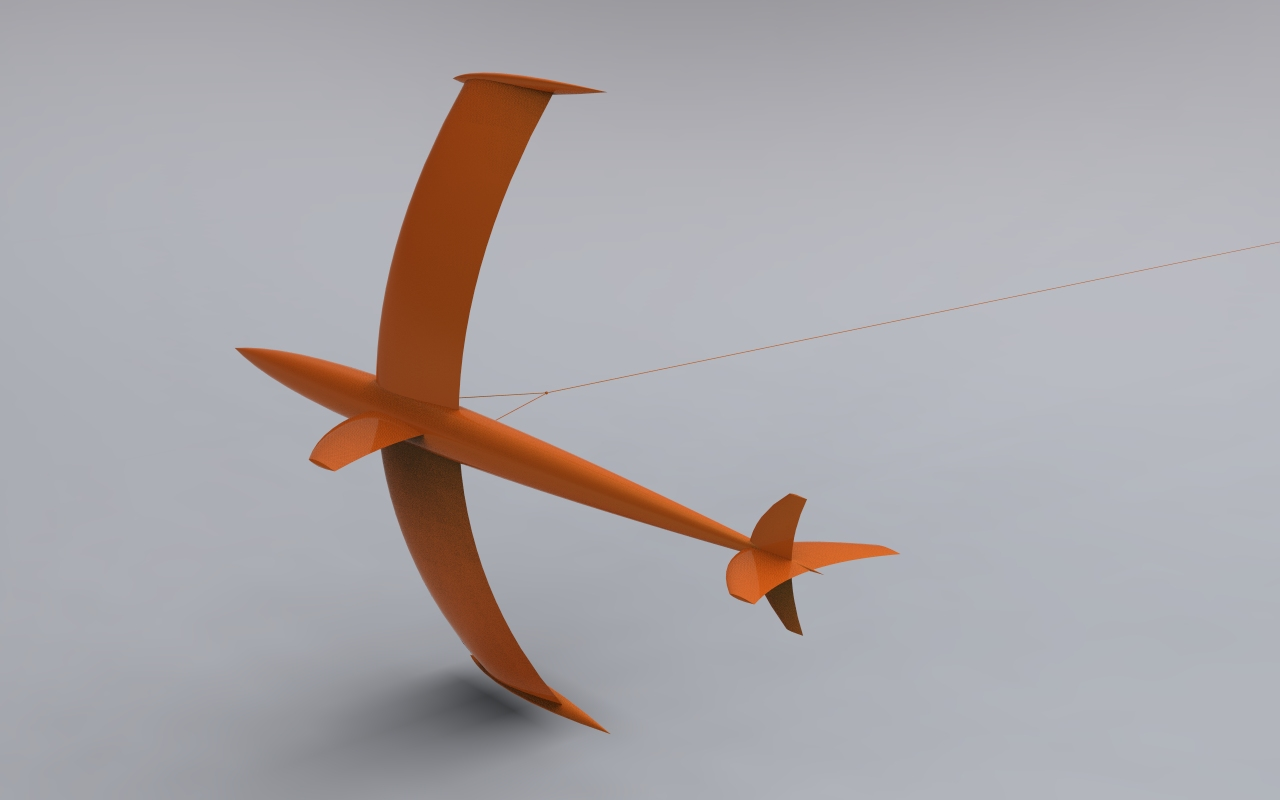
Cerf-plongeant de Rousson/Truong 2009.
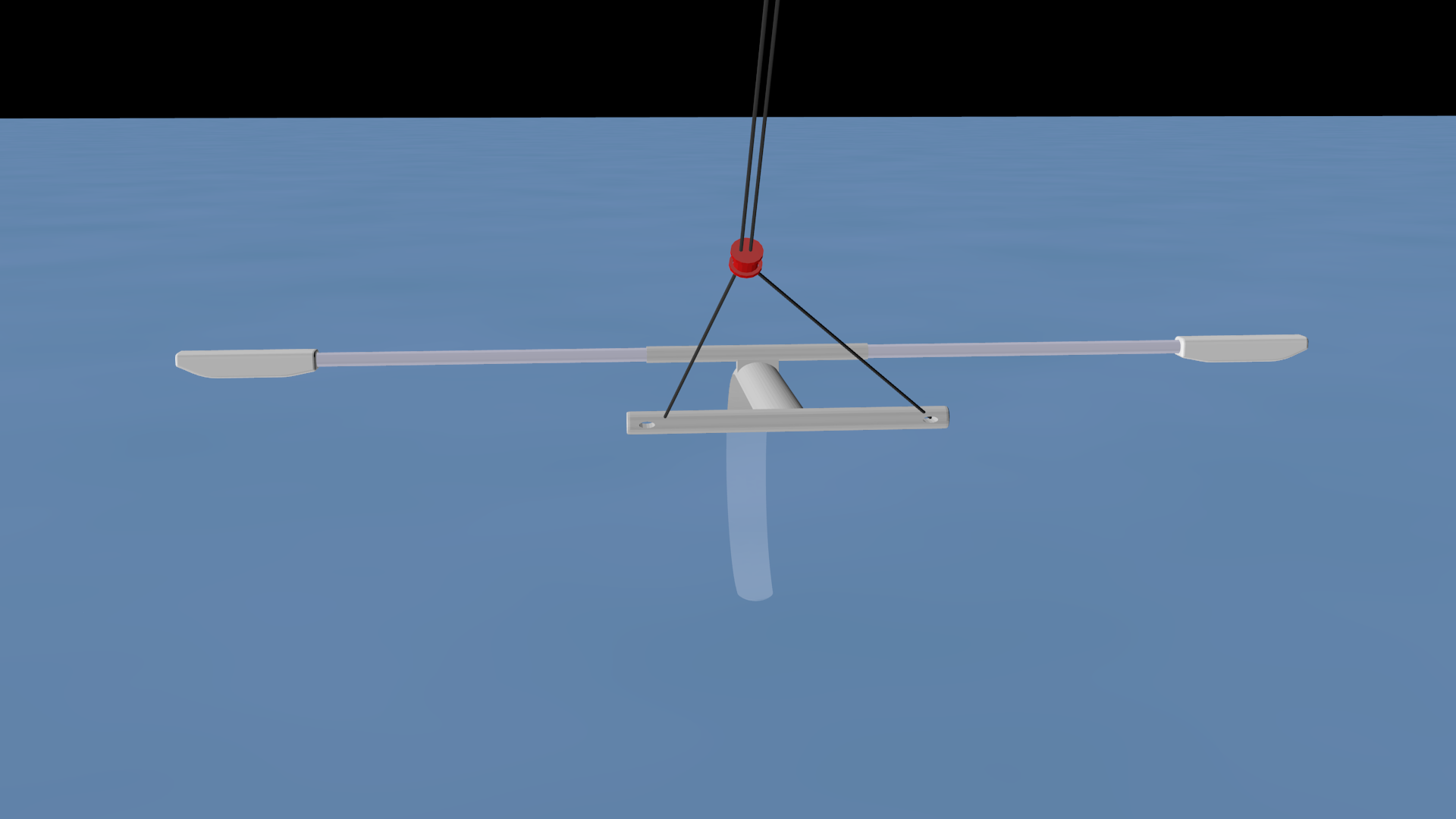
Seaglider Rousson/Truong/Desprez avec patte d'oie sur la base Chien-de-mer de Costes.
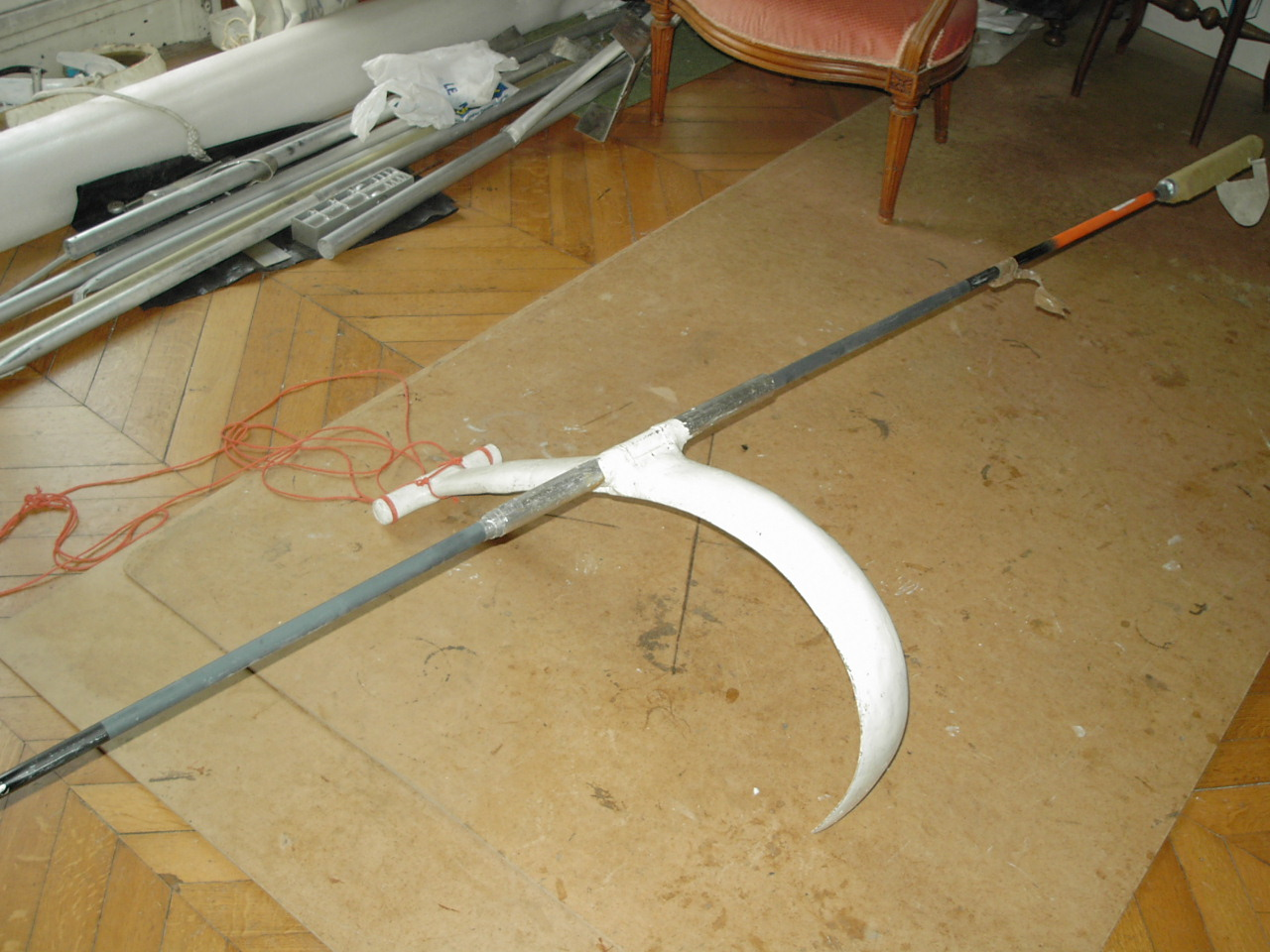
Chien-de-mer à palpeurs de Costes.
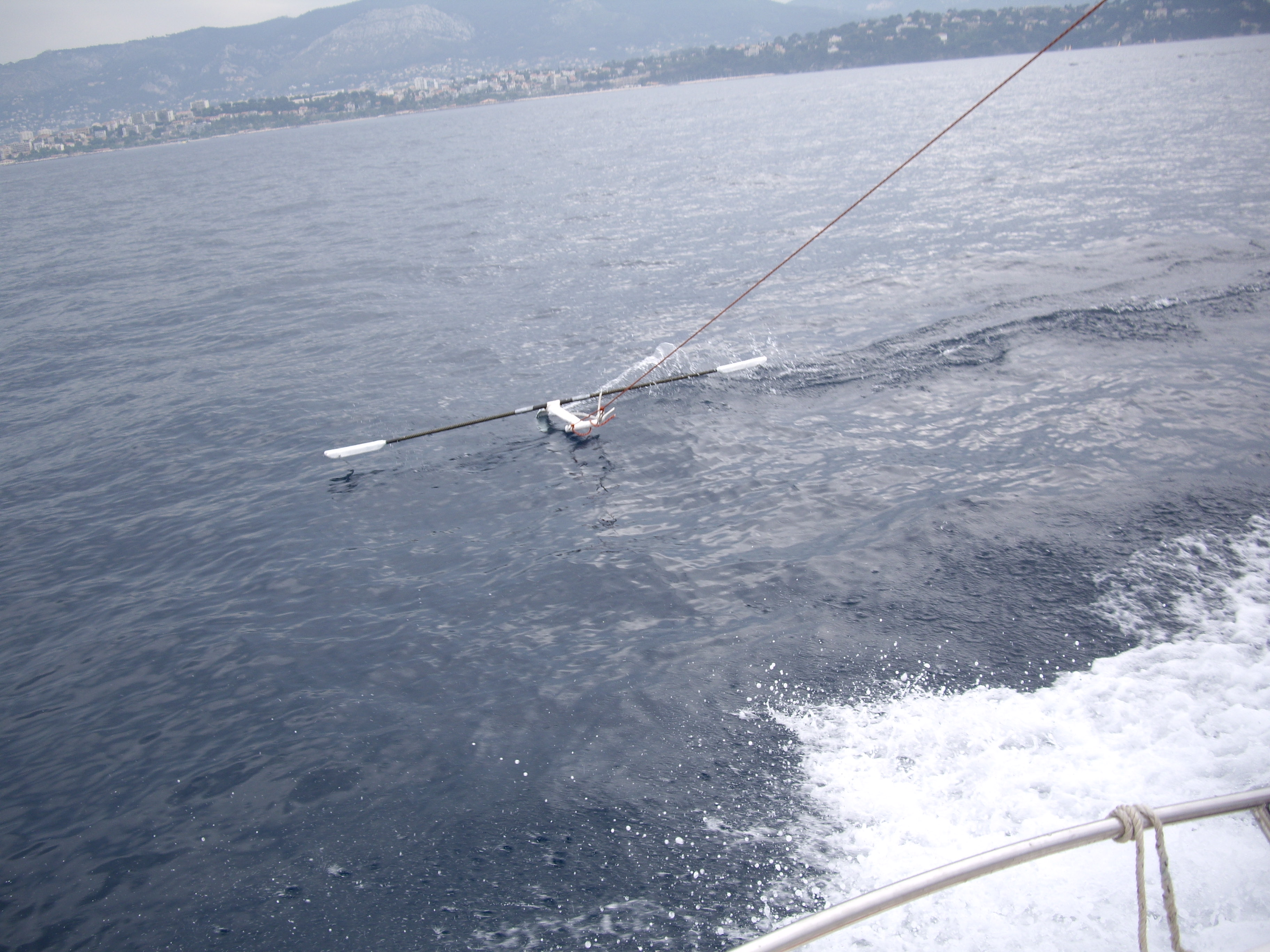
Chien-de-mer de Costes, essais de traction monocâble amorti.
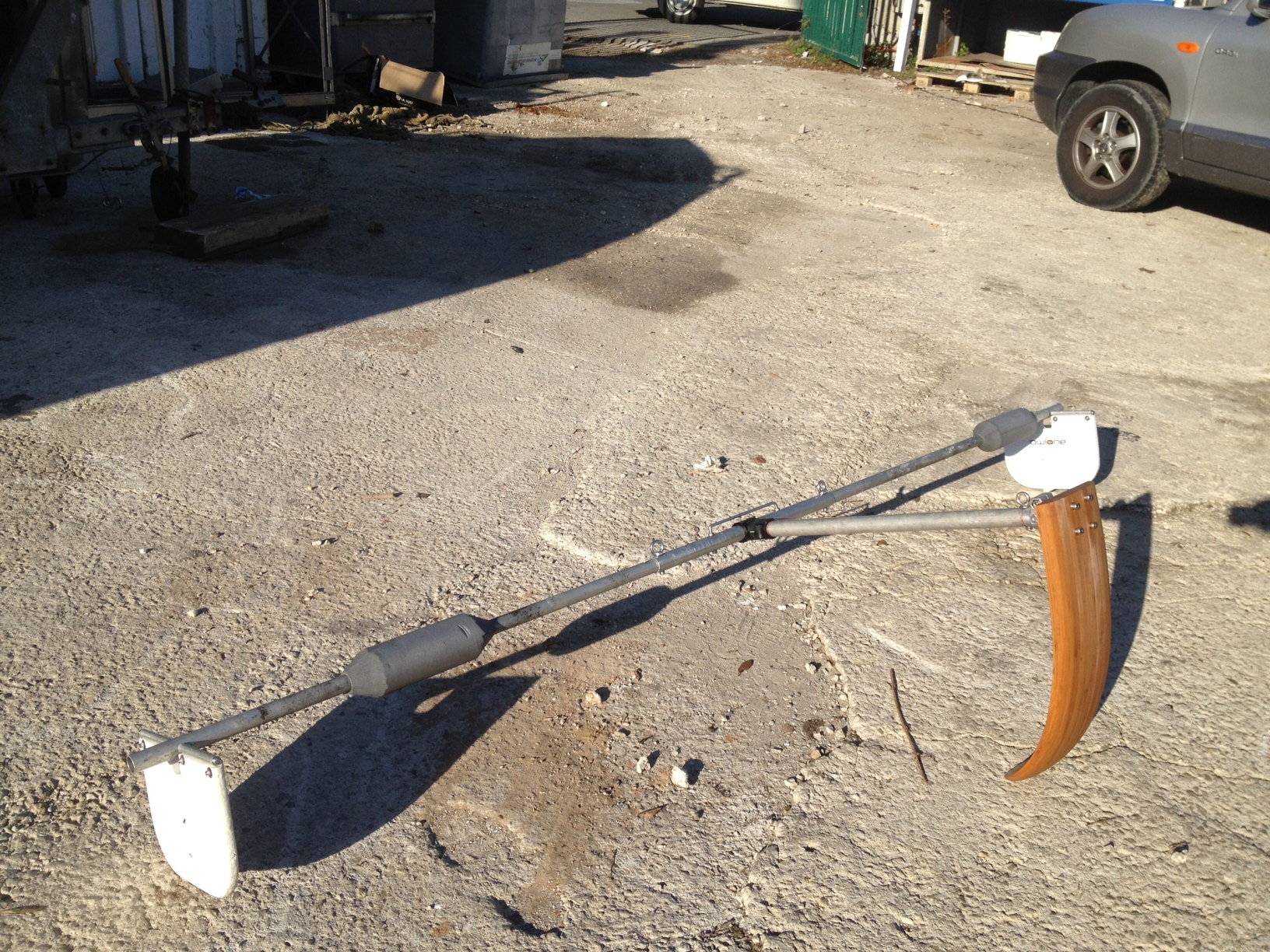
Seaglider Owlone Rousson monocâble coulissant en bout de bôme permettant la prise d'incidence maximum automatique.
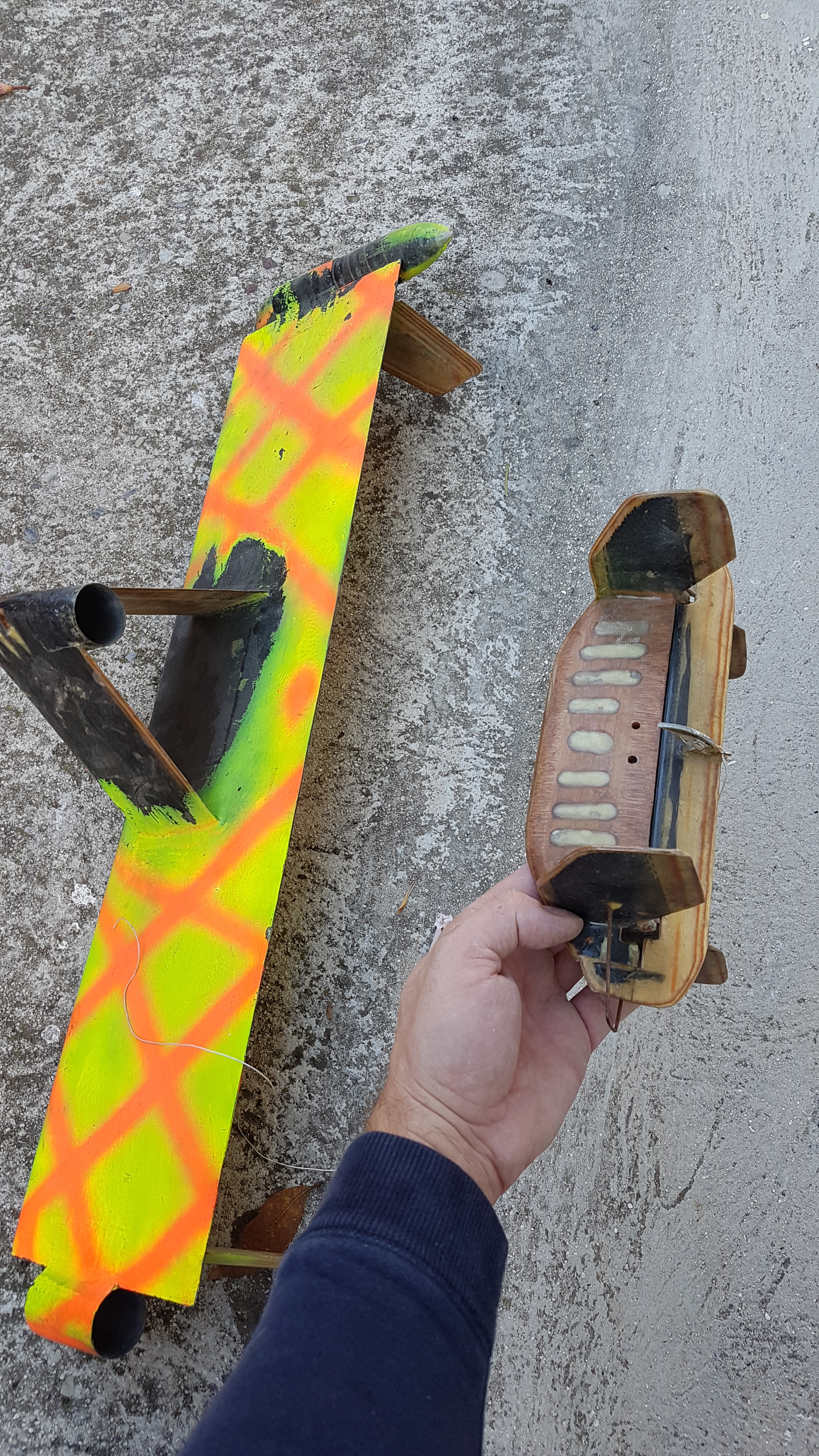
Cerf-plongeant, de Luc Armant.

## Structure de liaison
Pour que le dispositif soit en équilibre, il faut que la partie aérienne soit reliée à la partie sous-marine.
La perte du couple de redressement usuellement apporté par la portance de la coque ou des foils est généralement compensée par une réduction du couple de chavirage possible grâce à un placement et une orientation des surfaces portantes aériennes ou sous-marines permettant l'alignement des forces.
Pour obtenir un navire performant, il faut que les forces horizontales dont la résultante sert à vaincre la traînée, soit grandes par rapport aux forces verticales de portance qui créent une traînée induite. L'effort de liaison sera ainsi principalement une force pure (sans moment) nécessairement proche de l'horizontale.
Les meilleurs rapports entre la résistance et le poids des matériaux étant obtenus en traction plutôt qu'en compression, la solution de la voilure déportée sous le vent sera la plus légère.
Avec une voilure fixe, un ou plusieurs bras de liaison devront être utilisés pour transmettre les moments résiduels.
L'utilisation d'une voilure mobile, permet de supprimer totalement le couple de chavirage et de ne transmettre qu'une force pure (torseur glisseur).
La solution de la voilure déportée sous le vent permet d'obtenir une configuration stable. Un simple câble, plus léger qu'un bras de liaison, peut dans ce cas être utilisé.
Par rapport aux centres des efforts, l'organe de liaison aura toujours une partie aérienne et une partie sous-marine. La densité de l'eau étant plus grande que celle de l'air, le dispositif sous-marin pourra être plus petit d'un facteur 30 environ (racine carrée du rapport de densité), ce qui permet d'avoir une liaison sous-marine plus petite que la liaison aérienne, mais sans compenser la différence de densité.
Différentes configurations sont possibles pour optimiser la traînée ou la stabilité de l'ensemble : 
- cerf-plongeant : câble aérien puis sous-marin,
- chien de mer : câble aérien puis bras de liaison aérien et sous-marin (pouvant être intégré au profil d'un foil traversant),
- câble aérien relié au haut d'un foil traversant et câble aérien puis sous-marin[14].

En cas de partie sous-marine, des carénages peuvent être utilisés pour obtenir une forme profilée et réduire la traînée.

## Voiliers des airs à composante aérostatique
La direction générale de l'Aviation civile a travaillé entre 2014 et 2016 à faciliter leurs essais, en permettant aux appareils de recherche de moins de 900 m3 et non motorisés de sortir du cadre de l'aviation civile.
Les pilotes formés à la fois en aéronautique, technique de vol ballon et expérience maritimes sont rares pour la mise en place des essais. Aussi en 2018 on recense sept appareils ayant travaillé sur cette recherche.

### LeNuméro 6

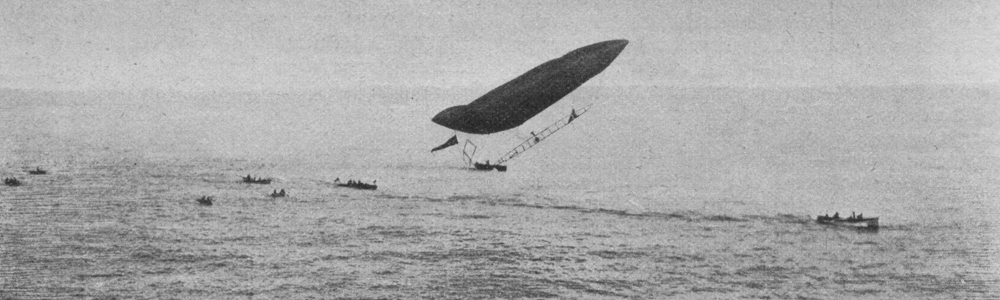
Le Numero 6 à Monaco.

Le Numéro 6  construit et piloté par Alberto Santos-Dumont est utilisé en janvier 1902 à Monaco pour démontrer l'intérêt du ballon en vol maritime. Alberto va positionner un guide rope afin de stabiliser l'altitude du ballon en mer. Il espère démontrer que si la direction du vol est assurée, ce type de véhicule pourra rendre un grand service à la marine. Il propose de traverser de Monaco à Calvi. Il effectua trois vols en mer, le 29 janvier et les 10 et 12 février 1902 assisté par des chaloupes et quelques yachts pour garantir sa sécurité en mer.

### LeZeppy
- Le Zeppy 2 construit par Didier Costes et Jean-Marc Geiser, piloté par Gérard Feldzer et Nicolas Hulot[7]. En 1992 les premiers essais du ballon relié au Chien-de-mer se font au Portugal et réalisent les premières lignes droites. Satisfait de leurs essais, Nicolas Hulot et Gérard Feldzer tentent en 1993 de traverser l'Atlantique. Ils vont parcourir 1 500 km avant de mettre fin au vol en plein océan[17]. Le Chien-de-mer est de forme cuillère asymétrique avec un stabilisateur immergé et n'est pas réglable en incidence. Le point de tire est en position fixe sur la quille du ballon ne permettant pas de jouer sur la route du ballon. Le système va permettre de faire une démonstration de pouvoir tracer une ligne droite avec une vitesse de déplacement supérieure à deux fois la vitesse du vent.

### Les Liftiums

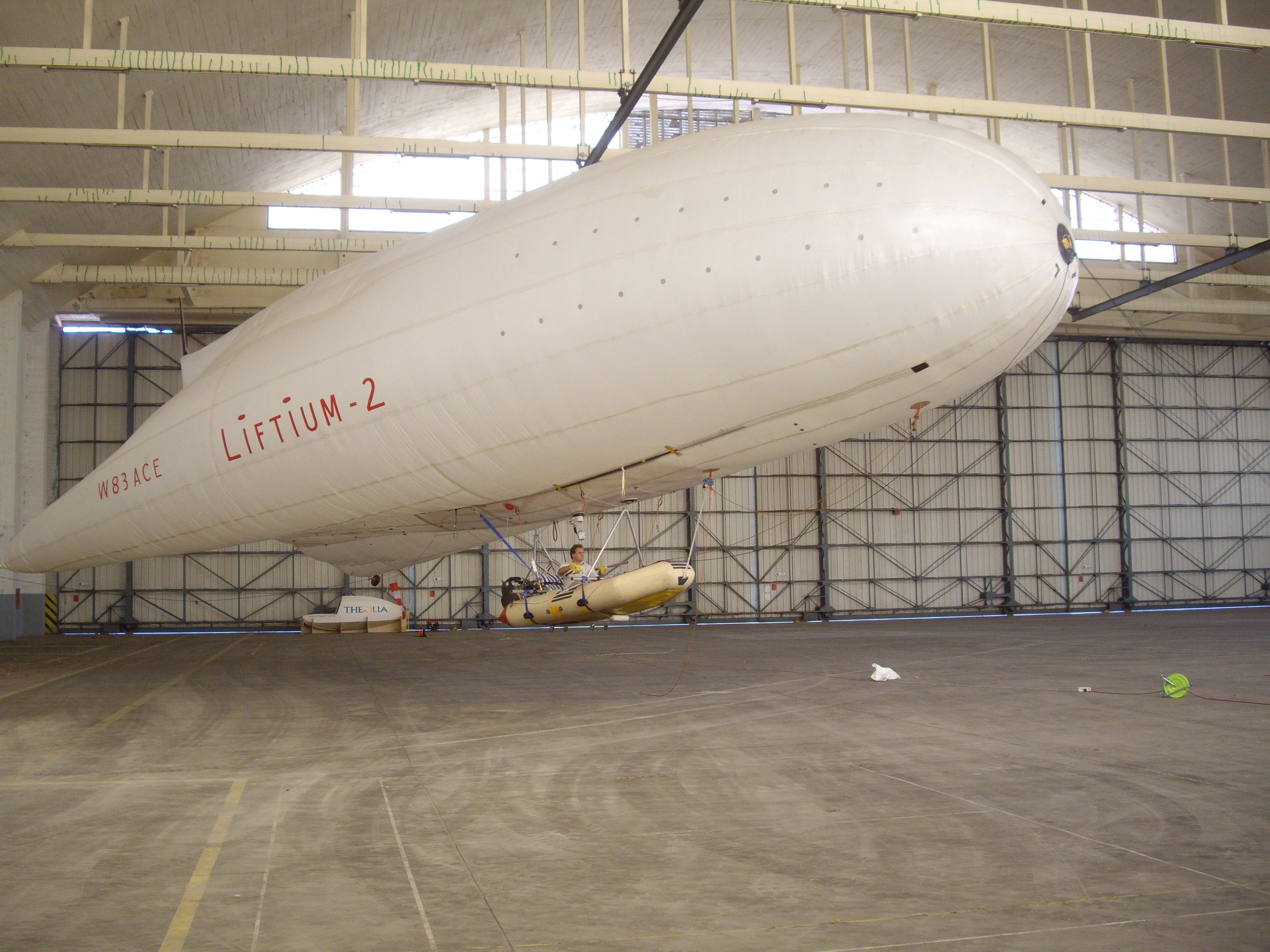
Le Liftium 2 de Didier Costes.

- Le Liftium 250, construit par Didier Costes[18],[19].
- Le Liftium 2 de 300 m3, conçu par Didier Costes, fabriqué par Airstar, préparé par Stéphane Rousson était un ballon prototype devant servir à la réalisation du projet transatlantique Windreamone[20]. Alors que le ballon était prêt pour réaliser son premier vol d'essai, celui-ci puis le projet seront abandonnés en octobre 2007.

### LeMlleLouise
Le Mlle Louise, construit et piloté par Stéphane Rousson. En juin 2007 ce ballon servit pour tester le principe du Chien-de-mer lors d'un vol le 6 juin 2007 dans la rade de Toulon au départ de la base de Saint-Mandrier. Ce vol permis de mettre au point le contrôle du point de tire permettant de régler l'angle formé entre l'écoute de Chien-de-mer et l'axe longitudinal de l'enveloppe afin d'ajuster la prise au vent sur l'enveloppe.

### L'Aerosail

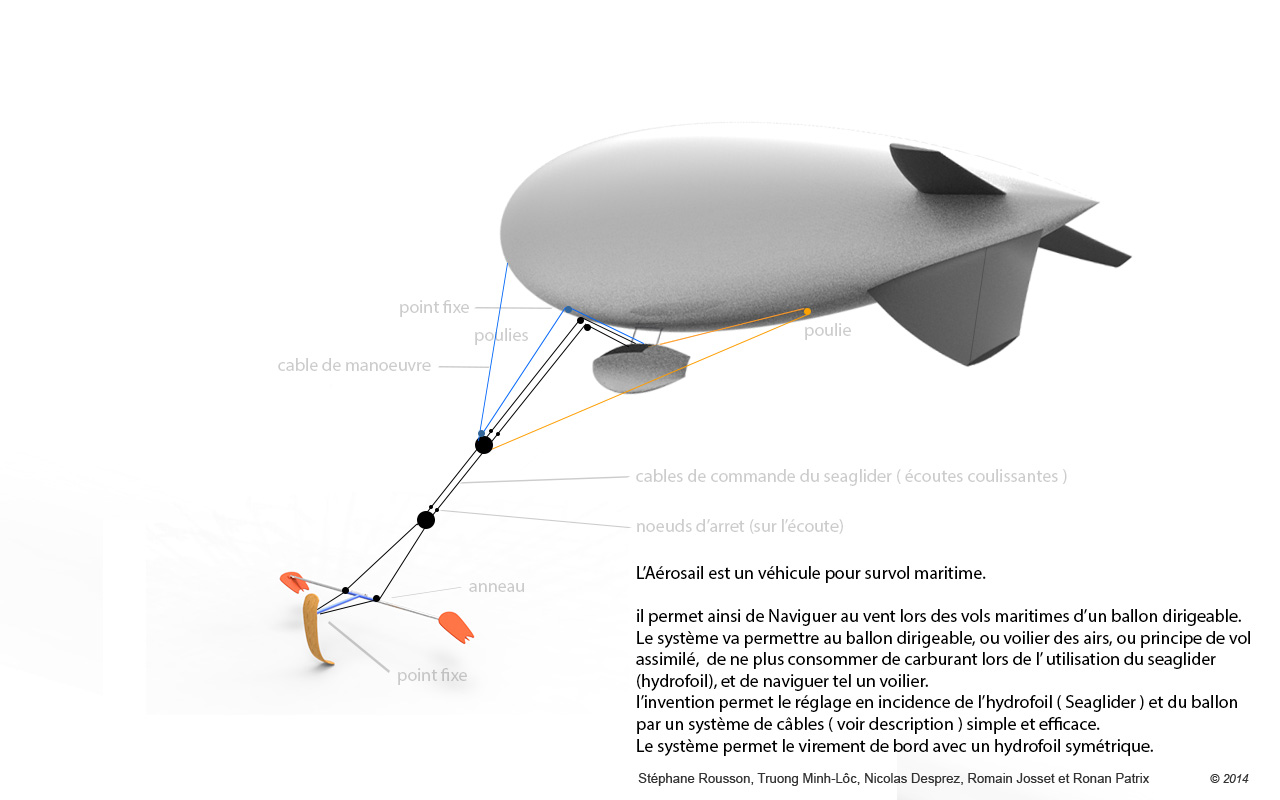
Principe de navigation de lAerosail.

À la suite des essais menés en 2007 avec le ballon Mlle Louise, Stephane Rousson conçoit son nouveau voilier des airs l'Aerosail en 2014, qu'il pilote lui-même. Afin de tester le système à moindre coût, il sera mis au point grâce aux kitesurfeurs. L'invention qui a fait l'objet d'un dépôt de modèle à l'INPI, permet le réglage en incidence de l'hydrofoil et du ballon par un système de câbles. Le système permet le virement de bord avec un hydrofoil symétrique.

#### Technologie
L’Aerosail est un prototype de démonstration monoplace utilisant uniquement la force du vent pour se propulser, dont le pilotage est similaire à celui d'un ballon dirigeable à masse de gaz constante et la propulsion similaire à celle d’un voilier (génération d’un équilibre de forces hydrodynamiques et aérodynamiques donnant lieu à une résultante dans le sens du déplacement). C'est un ballon dirigeable relié à une dérive stabilisée sur 3 axes (hydrofoil Seaglider) permettant au ballon de naviguer au vent tel un voilier, mais dans l'air.
Le ballon est de conception souple avec une enveloppe constituée d'un complexe étanche avec un film aluminium pour réfléchir les rayons infrarouges. Tissu étudié par Diatex, Polyester 280 Dtex en trame et chaine, Enduction Pu ignifugée sur une face et contrecollée film PET aluminisé 23 microns, résistance rupture 145 DaN/5 cm[réf. nécessaire].

##### Pilotage
Le pilotage du gaz se fait par le principe de vol à masse de gaz constante et pour certains cas de figure, il peut-être piloté en volume constant. La gestion de la pression se fait par adjonction d'air dans un ballonnet d’air.
Il n'y a pas de plan horizontal arrière pour deux raisons reliées entre elles :
1. d’une part le pilotage en incidence se fait par modification du centre de gravité, la nacelle étant fixée sur la quille du ballon ayant la possibilité de se déplacer facilement en avant et en aval du centre de gravité. Cela permet de prendre les fortes incidences nécessaires au pilotage que le plan horizontal ne peut pas prendre vu les faibles vitesses de déplacement (sur les gros ballons cela se fait par déplacement de masse (transfert d’eau) ou gestion par deux ballonnets d'air) ;
2. d'autre part le pilotage se fait aussi à l'aide d'une double patte d'oie reliée au Seaglider. Ce système de double patte d’oie permet d'avoir une liaison souple entre le foil et la partie aérienne tout en pouvant contrôler indépendamment les incidences des deux éléments aérien et maritime : cela permet de modifier le centre de poussée aérodynamique du ballon par rapport à la position du câble projetée sur l'axe de tangage et de stabiliser le ballon en tangage, mais aussi de pouvoir piloter en incidence le Seaglider.

##### Navigation
Entre le largue et le près la navigation s’effectue en jouant à la fois sur le réglage de l’incidence de l’hydrofoil et de la position du point de tire des câbles positionnant la résultante de l’effort plus ou moins en aval du nez du ballon.
Comme sur un voilier on vire de bord face au vent pour changer d'amure. Il faut aussi remonter l'hydrofoil pour repositionner la gouverne au coté à virer, avant de repartir sur le bord voulu.

## Voiliers des airs à composante aérodynamique
Les kiteboats des frères Legaignoux sont basés sur un trimaran avec foil et aile de kitesurf (il ne s'agit pas d'un voilier des airs puisque la coque est portée par le foil sous le vent).[non pertinent]
L'Exoplane (1970) de Didier Costes sera repris dans une configuration similaire par le Sailrocket (2008),.
Le 5 septembre 2006, les Suédois Alexander Sahlin et Jens Österlung testent un prototype de vitesse équipé d'un paravane.
Le Vestas Sailrocket 2 est un voilier prototype équipé d'une aile rigide inclinée portante et d'un contre foil. Il réalise le 24 novembre 2012 en Namibie un record mondial de vitesse à 121,1 km/h.

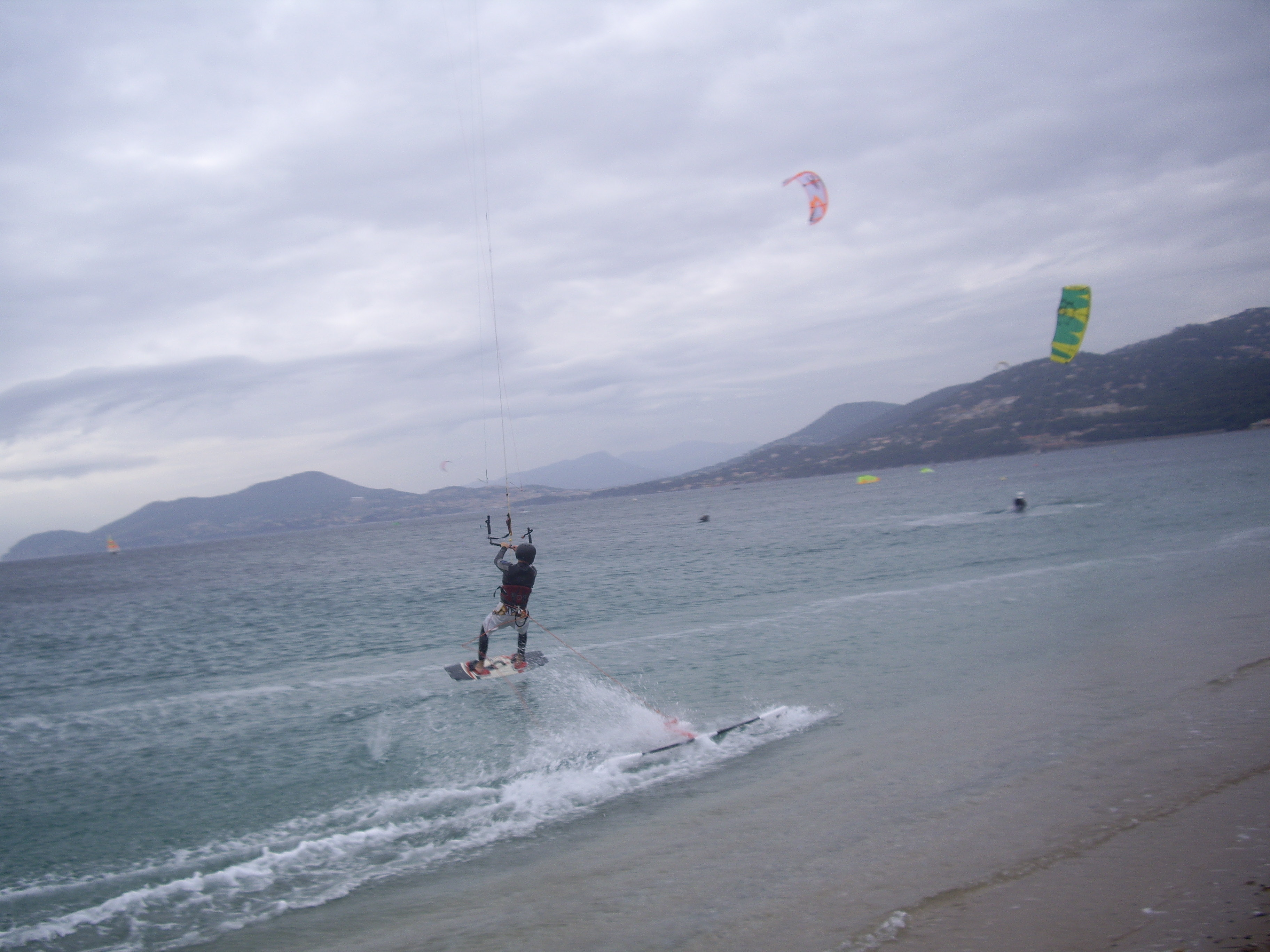
Essai du Chien-de-mer de Didier Costes à l'Almanarre 2007.

Le premier vol combiné avec une voile de kitesurf est réalisé le 30 septembre 2007 à l'Almanarre Hyères, dès lors plusieurs pilotes en France et aux États-Unis se succéderont pour mettre au point le vol avec une aile de Kitesurf. Le foil permettant de réaliser ce type de vol se nommera Seaglider dérivé technique du travail du Chien-de-mer de Didier Costes modifié et mis au point par Stephane Rousson,. L'astronaute Michel Tognini participera aux essais techniques.

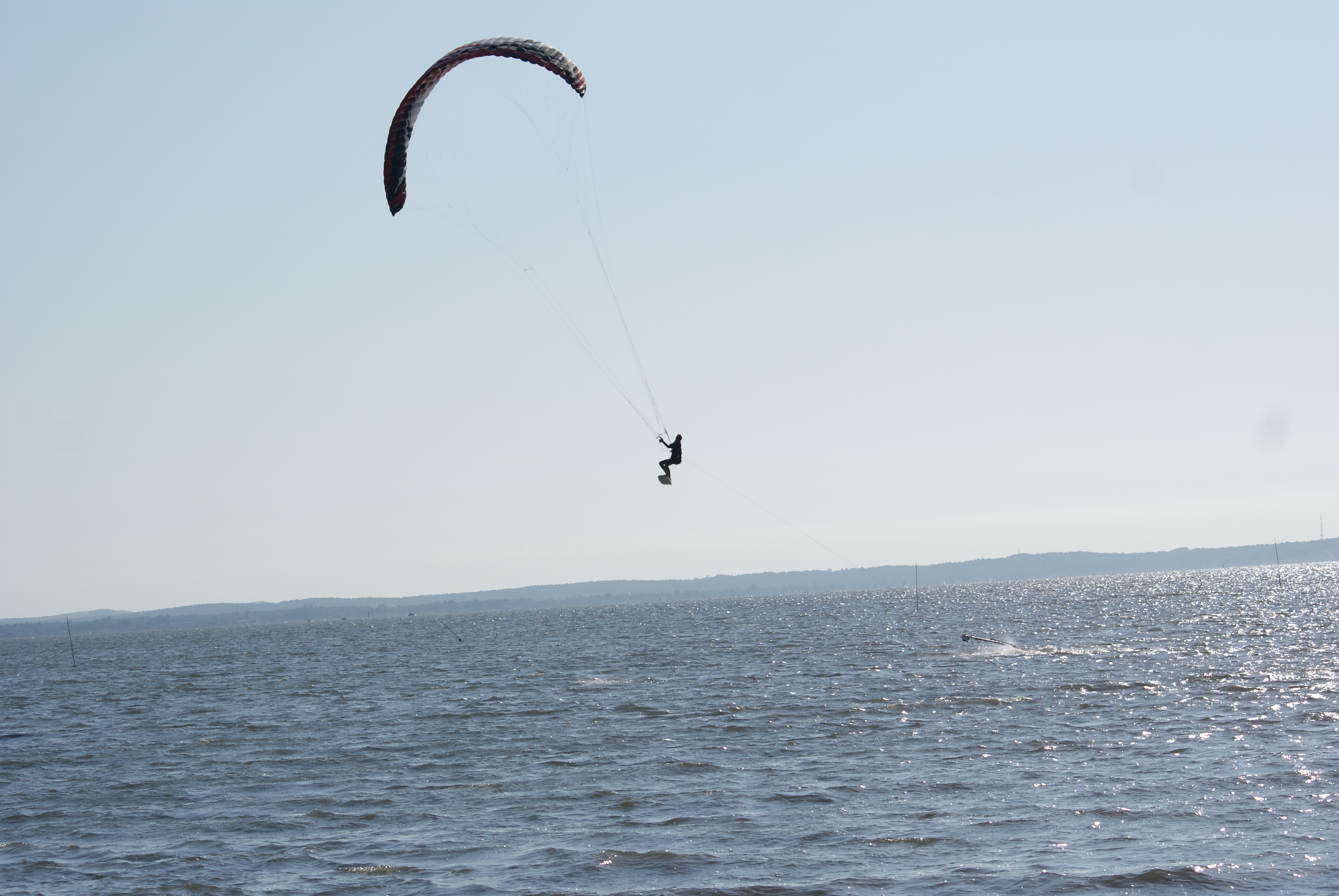
Essai du Seaglider, 2011, Arcachon.

En 2014, le kiter professionnel Damien Leroy effectuera de nombreuses démonstrations avec Seaglider permettant de voler sans que le pilote touche la surface de l'eau.

En 2018, Gabriel Bousquet reprend un concept de Trommsdorff, constitué d'un avion surmonté d'une aile et équipé d'une dérive immergée lorsque l'avion vole au ras de l'eau. Il réalise et teste une preuve de concept à petite échelle,.

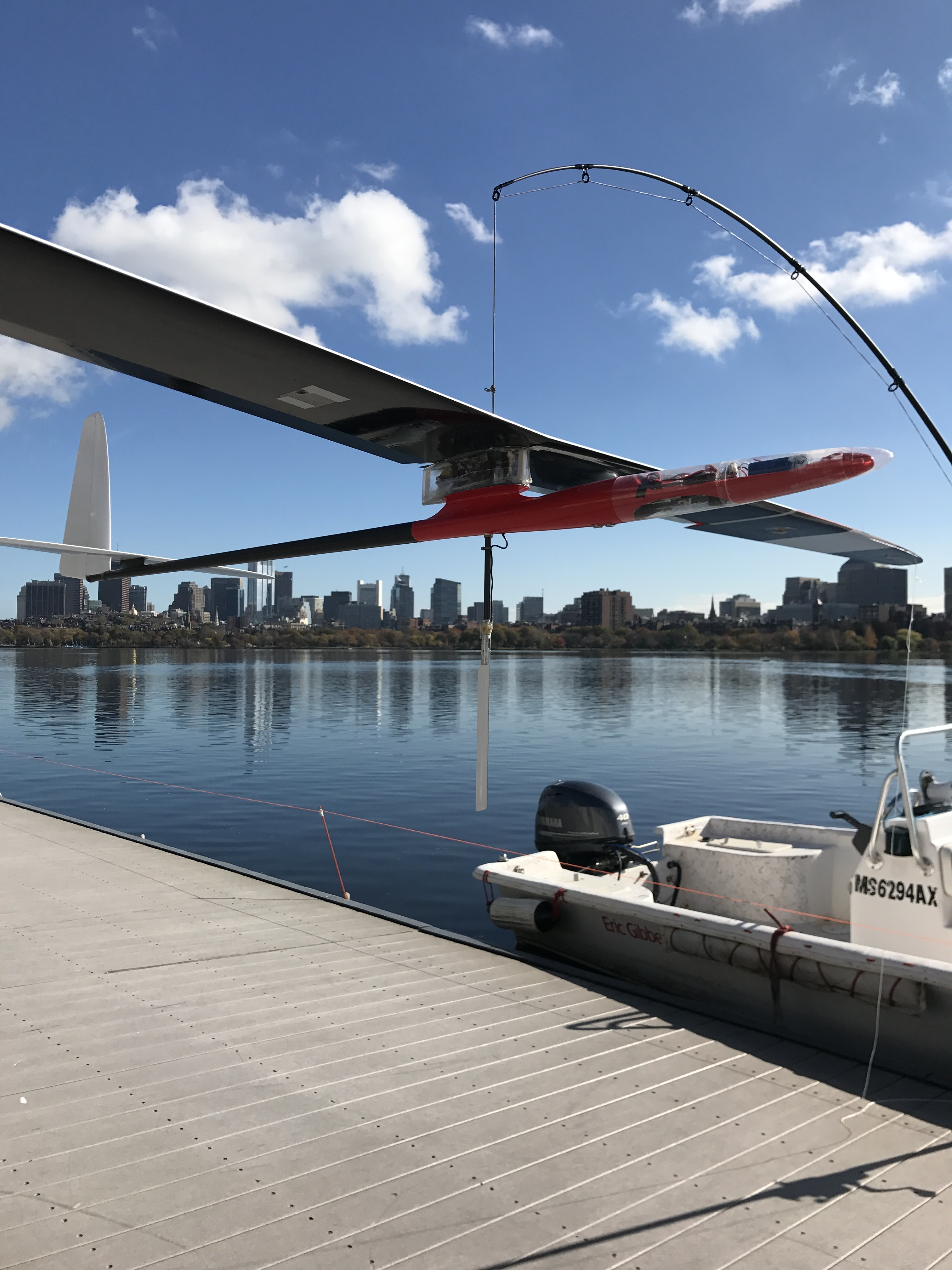
Albatross-inspired wind-powered system by Gabriel Bousquet

En 2019, deux projets en collaboration voient le jour en France et en Suisse avec pour objectif de battre le record de vitesse sur l'eau et franchir la barre des 80 Kts,. Le Syroco Moonshot de Alexandre Caizergues et le SP80 de l’École polytechnique fédérale de Lausanne entrent en compétition,.
En 2021, Globe For You développe un nouveau concept, proche de celui de Gabriel Bousquet avec une dérive traversante sous une structure rigide volante. L'innovation (brevet de Gilles Durand de 1992) réside dans l'utilisation d'une voile inclinée sous le vent (comme pour un kiteboat) mais aussi d'une voile inclinée au vent de manière à annuler le couple de chavirage[réf. non conforme]. Un prototype est construit et testé tracté derrière un bateau à moteur mais sans réussir à décoller.

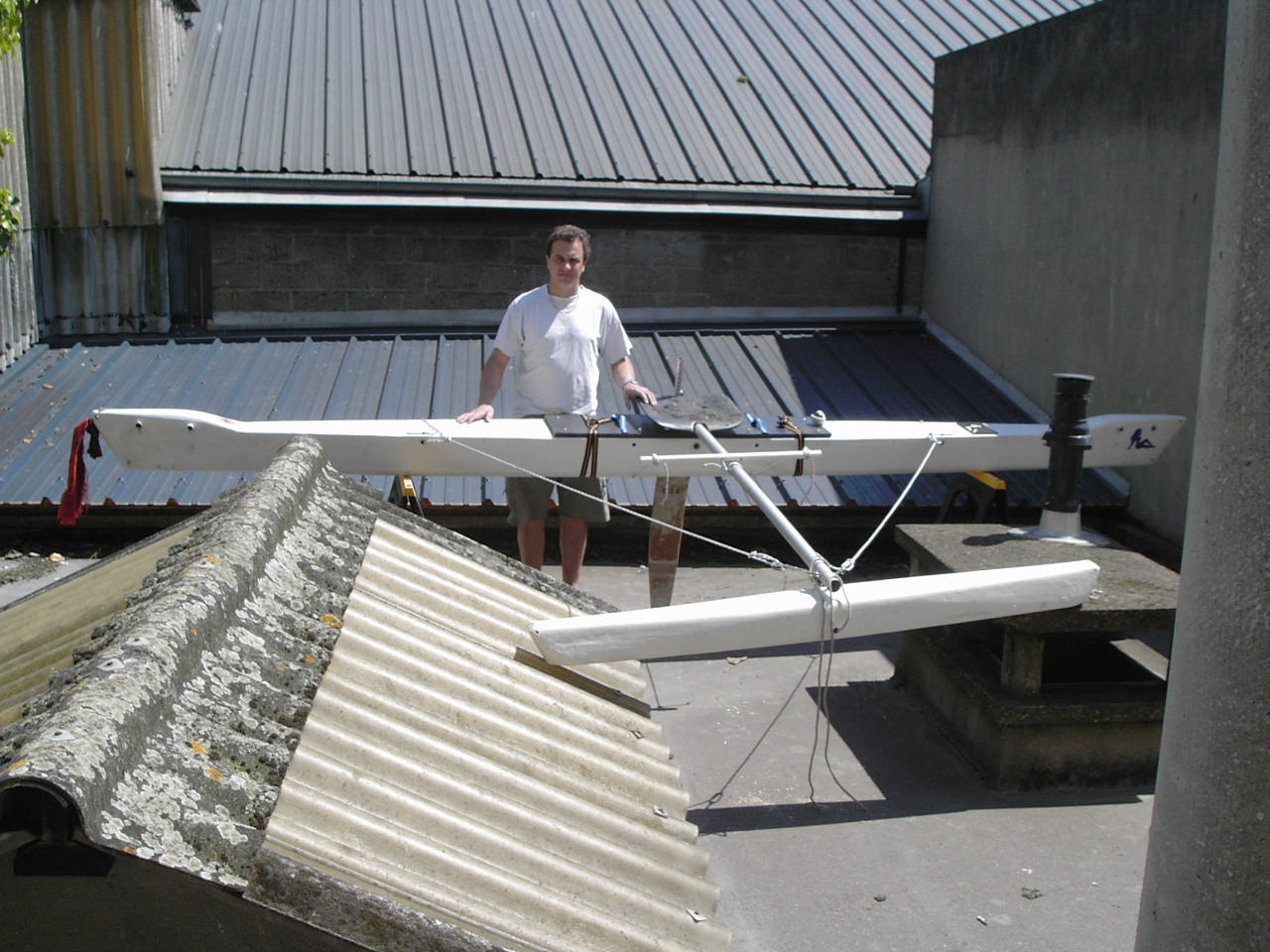
Coque de l'Exoplane.
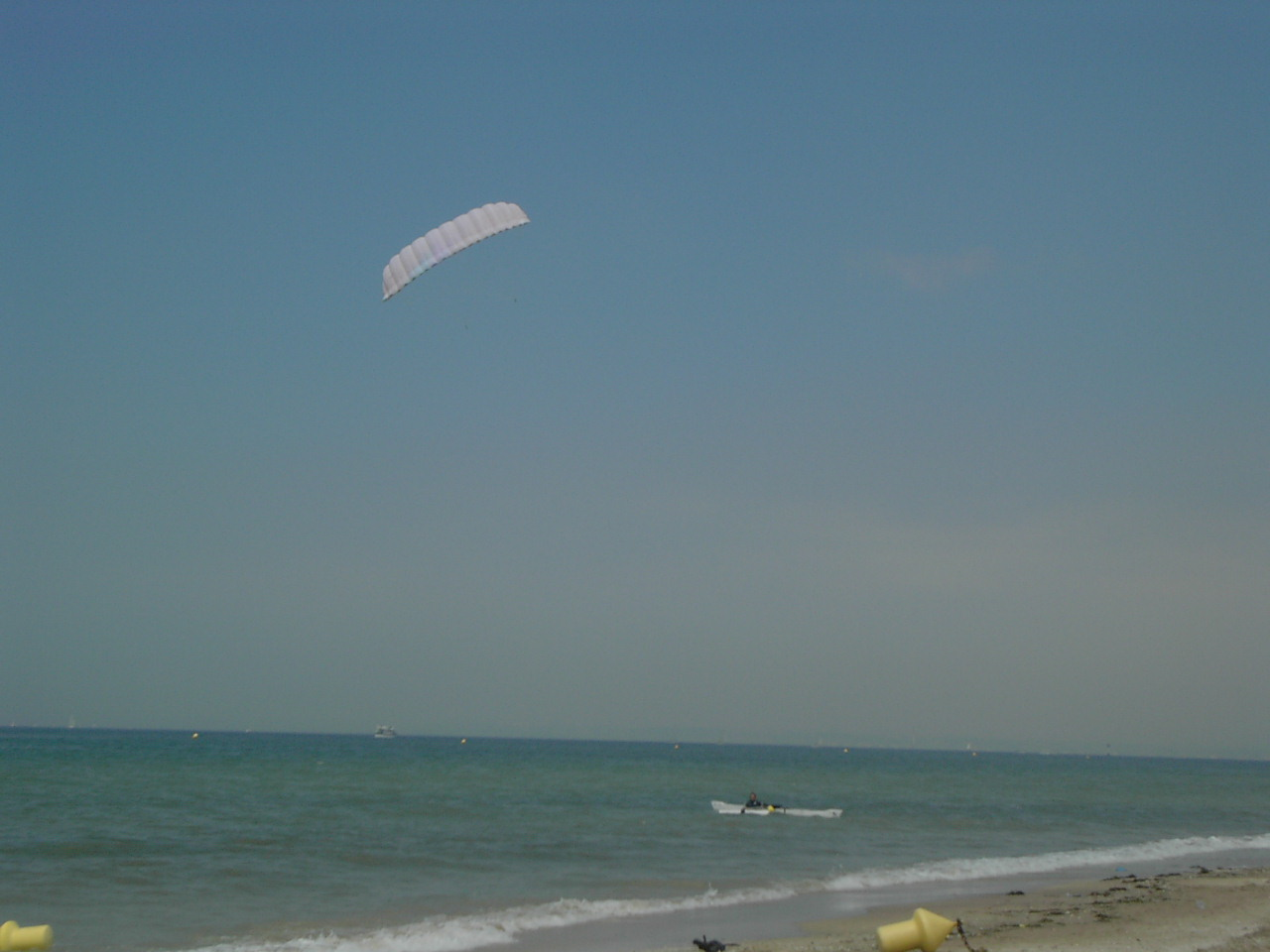
L'Exoplane avec une voile de Kitesurf.

### Syroco Moonshot
En 2020, le champion du monde de vitesse Alexandre Caizergues propose de tenter le record de vitesse en reprenant le principe technique de l'aile d'eau de Luc Armant reliée à une aile de kitesurf tractant un habitacle aérien,.

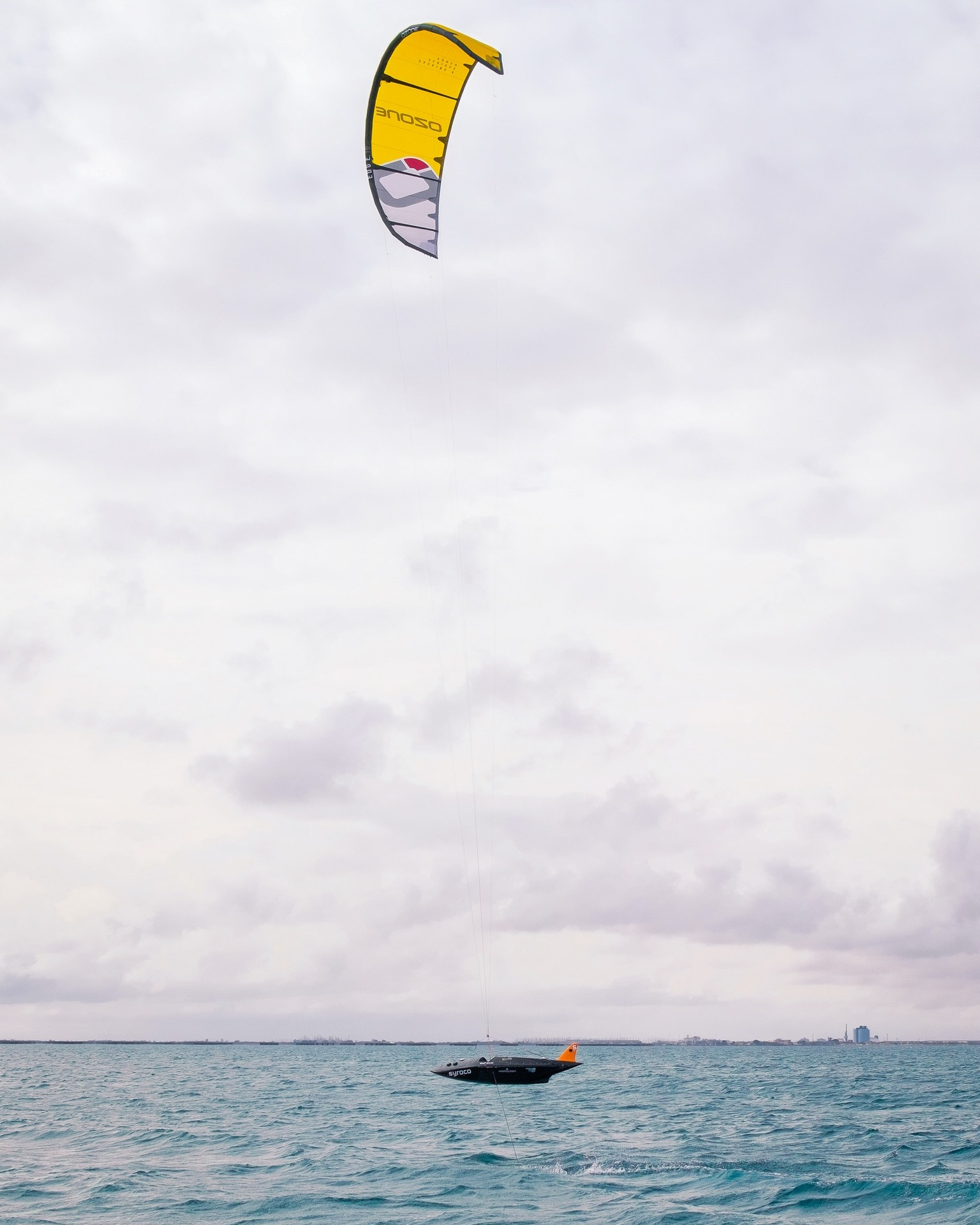
Le prototype télécommandé de Syroco en vol.

### SP80
Les étudiants de l'École polytechnique fédérale de Lausanne travaillent sur le prototype SP80 ayant pour objectif de battre le record de vitesse autour de l'été 2023. Le prototype présente un foil en cuillère. La position du point de tire est réglable tout comme le Seaglider.

## Voir Aussi

### Ouvrages
- (en) Ultimate Sailing III, Kite sailing (avec B. et C. Roeseler, C.P. Burgess et T. Schmidt), Tony Kitson, 1995.
- (en) Ultimate Sailing IV, progress with Kite and Hapa (avec T. Schmidt, R. Glenross, D. et B. Legaignoux, Peter Lynn), Tony Kitson, 1995.

### Articles Connexes
- Théorie du déplacement d'un mobile à voile contre le vent
- Écomobilité
- Hydrofoil
- Mécanique des fluides
- Hydrodynamique navale
- Kiteboat
- Ballon dirigeable
- kitesurf
- ballon à gaz
- Paravane